# Штеттен (Шаффхаузен)
Штеттен (нем. Stetten SH) — коммуна в Швейцарии, в кантоне Шаффхаузен.
Население составляет 1005 человек (на 31 декабря 2006 года). Официальный код — 2919.